# Heterocephalacria
Heterocephalacria Berthier – rodzaj grzybów z klasy pieczarniaków (Agaricomycetes).

## Systematyka i nazewnictwo
Pozycja w klasyfikacji według Index Fungorum: Heterocephalacria, Filobasidiaceae, Filobasidiales, Incertae sedis, Tremellomycetes, Agaricomycotina, Basidiomycota, Fungi.
Gatunki:
- Heterocephalacria arrabidensis (Á. Fonseca, Scorzetti & Fell) Xin Zhan Liu, F.Y. Bai, M. Groenew. & Boekhout 2015
- Heterocephalacria bachmannii(Diederich & M.S. Christ.) Millanes & Wedin 2015
- Heterocephalacria fruticeti C. Carvalho, O. Röhl, Yurkov & J.P. Samp. 2019
- Heterocephalacria gelida Turchetti & Kachalkin 2019
- Heterocephalacria hypogea C. Carvalho, O. Röhl, Yurkov & J.P. Samp. 2019
- Heterocephalacria lusitanica J. Inácio, C. Carvalho, O. Röhl, Yurkov & J.P. Samp. 2019
- Heterocephalacria mucosa Kunthiphun, Wattanakornniyom, Endoh, M. Takash., Ohkuma, Tanasupawat & Savarajara 2019
- Heterocephalacria physciacearum (Diederich) Millanes & Wedin 2015
- Heterocephalacria septentrionalis Kachalkin, Tomashevskaya & Pankratov 2020
- Heterocephalacria sinensis A.H. Li, B.S. Yia & Y.G. Zhou 2019
- Heterocephalacria solida Berthier 1980

Wykaz gatunków i nazwy naukowe na podstawie Index Fungorum.
W Polsce występuje  Heterocephalacria bachmannii, w pracy W. Wojewody jako Syzygopora bachmanii (grzyboniszczka chrobotkowa).